# Franz Altheim
Franz Altheim (Francoforte sul Meno, 6 ottobre 1898 – Münster, 17 ottobre 1976) è stato uno storico delle religioni, filologo classico e storico dell'arte tedesco.

## Biografia
L'infanzia di Altheim fu contrassegnata dalle vicissitudini familiari: sua madre abbandonò la famiglia quando era molto giovane e suo padre, un eccentrico sculture lontano dalle convenzioni della borghesia, si suicidò nel 1914. Nel 1917, pochi mesi dopo essersi iscritto all'università di Francoforte, si arruolò nell'esercito e prestò servizio nell'impero ottomano, prevalentemente in veste di traduttore. Il crollo del Reich guglielmino e l'istituzione della Repubblica di Weimar, di cui non condivideva i presupposti, accrebbero l'attenzione di Altheim verso il mondo classico e la ricerca archeologica.

### Ingresso in accademia e adesione all'Ahnenerbe
Un impiego nel settore bancario gli permise di sostenersi agli studi di filologia classica, archeologia e linguistica. Nel 1928 divenne Privatdozent all'università di Francoforte, dove divenne allievo dell'etnologo Leo Frobenius, che indagava sulla natura delle culture primitive, e dello storico delle religioni Walter Friedrich Otto, che rifletteva sul concetto di "sacro". Dieci anni dopo Altheim fu nominato professore associato all'università di Halle, dove poi ottenne la cattedra nel 1943.
Non secondaria, per la sua carriera accademica, fu l'affiliazione alla Deutsches Ahnenerbe, la società scientifica fondata da Heinrich Himmler con l'intento di finanziare le ricerche riguardanti la storia antropologica e culturale della razza ariana. Grazie ai sovvenzionamenti dell'Ahnenerbe, Altheim poté fare, in compagnia della fotografa Erika Trautmann, numerosi viaggi in Italia - sue le ricerche in Val Camonica atte a dimostrare la vicinanza delle incisioni rupestri alle rune nordiche - e nel 1938 una lunga spedizione nei Balcani e in Medio oriente alla ricerca dei resti di una guerra intestina all'impero romano, che Altheim credeva combattuta tra i popoli nordici e quelli semiti. Dopo una lunga tappa in Romania dapprima alla ricerca di rovine del regno dei Daci e poi a Bucarest, i due attraversarono la Grecia, la Turchia e il Libano, ma si videro negato dalle autorità coloniali francesi il visto per la Siria. La spedizione si concluse nel Regno dell’Iraq, con la visita di Baghdad, Babilonia, Assure Hatra, che era stata al confine tra impero romano ed impero persiano.

### Secondo dopoguerra
Durante la seconda guerra mondiale lo storico delle religioni ungherese Károly Kerényi, che era stato suo collega negli anni dell'università di Francoforte, si rivolgerà ad Altheim per ottenere la liberazione di sua figlia che era stata deportata in un campo di concentramento, prima invocandone l'aiuto, poi minacciandolo di rivelare le frequentazioni con le gerarchie naziste. L'interessamento di Altheim gli valse, nel dopoguerra, il perdono da parte delle autorità della Repubblica Democratica Tedesca che, dopo averlo arrestato e averne indagato i comportamenti avuti durante il periodo nazista, lo liberarono permettendogli di mantenere una cattedra universitaria. Nel 1950 Altheim lasciò l'antica Università di Berlino per trasferirsi alla Libera Università di Berlino, appena istituita nella parte occidentale della città, dove rimase fino al suo pensionamento nel 1964.
Nel dopoguerra, nonostante il mutato contesto storico ed il venir meno dei presupposti ideologici che ne avevano caratterizzato l'attività negli anni del nazismo, l'attenzione di Altheim verso il mondo antico continuò ad essere imperniata da un lato sullo studio dei legami tra la civiltà greco-romana e il mondo arabo e persiano, dall'altro sui punti di contatto tra le civiltà italiche e la cultura degli scandinavi.

## Opere
- Griechische Götter im alten Rom. Giessen 1930. Neuausgabe 1980.
- Terra Mater. Untersuchungen zur altital. Religionsgeschichte. Töpelmann, Gießen 1931.
- Römische Religionsgeschichte. 3 Bände. de Gruyter, Berlin 1931–1933. 2. Aufl. in 2 Bänden 1956.
- Epochen der römischen Geschichte. 2 Bände. Klostermann, Frankfurt am Main 1934–1935.
- Lex sacrata. Pantheon, Amsterdam 1939.
- Die Soldatenkaiser. Klostermann, Frankfurt 1939 (Deutsches Ahnenerbe, Bd. 1).
- (con Erika Trautmann): Vom Ursprung der Runen. Klostermann, Frankfurt 1939 (Deutsches Ahnenerbe, Bd. 3).
- (con  Erika Trautmann): Italien und die dorische Wanderung. Pantheon, Amsterdam 1940.
- Italien und Rom. 2 Bände. Pantheon, Amsterdam 1941. 3. Auflage 1944.
- Rom und der Hellenismus. Amsterdam, Pantheon 1942.
- Helios und Heliodor von Emesa. Amsterdam, Pantheon 1942.
- (con Erika Trautmann-Nehring): Kimbern und Runen. Untersuchungen zur Ursprungsfrage der Runen. Ahnenerbe, Berlin 1942.
- Die Krise der alten Welt im 3. Jahrhundert n. Zw. und ihre Ursachen. 2 Bände. Ahnenerbe, Berlin 1943.
- Goten und Finnen im dritten und vierten Jahrhundert. Ranke, Berlin 1944.
- Weltgeschichte Asiens im griechischen Zeitalter. 2 Bände. Niemeyer, Halle 1947–1948.
- Römische Geschichte. 3 Bände. de Gruyter, Berlin 1948–1958. Weitere Ausgabe Klostermann, Frankfurt 1951–1953.
- Literatur und Gesellschaft im ausgehenden Altertum. 2 Bände. Niemeyer, Halle 1948–1950.
- Der Ursprung der Etrusker. Verlag für Kunst und Wissenschaft, Baden-Baden 1950.
- Geschichte der lateinischen Sprache. Klostermann, Frankfurt 1951.
- Aus Spätantike und Christentum. Niemeyer, Tübingen 1951.
- Attila und die Hunnen. Verlag für Kunst und Wissenschaft, Baden-Baden 1951.
- Niedergang der alten Welt. Eine Untersuchung der Ursachen. 2 Bände. Klostermann, Frankfurt 1952.
- (con Ruth Stiehl): Asien und Rom. Neue Urkunden aus sasanidischer Frühzeit. Niemeyer, Tübingen 1952.
- Alexander und Asien. Geschichte eines geistigen Erbes. Niemeyer, Tübingen 1953.
- Gesicht vom Abend und Morgen. Von der Antike zum Mittelalter. Fischer, Frankfurt 1954.
- (con Ruth Stiehl): Ein asiatischer Staat. Feudalismus unter den Sasaniden. Limes, Wiesbaden 1954.
- Reich gegen Mitternacht. Asiens Weg nach Europa. Rowohlt, Hamburg 1955.
- Der unbesiegte Gott. Heidentum und Christentum. Rowohlt, Hamburg 1957.
- Utopie und Wirtschaft. Eine geschichtliche Betrachtung. Klostermann, Frankfurt 1957.
- (con Ruth Stiehl): Finanzgeschichte der Spätantike. Klostermann, Frankfurt 1957.
- (con Ruth Stiehl): Philologia sacra. Niemeyer, Tübingen 1958.
- (con Ruth Stiehl): Die aramäische Sprache unter den Achaimeniden. 3 Lieferungen. Klostermann, Frankfurt 1959–1963.
- Geschichte der Hunnen. 5 Bände. de Gruyter, Berlin 1959–1962.
- Zarathustra und Alexander. Eine ost-westliche Begegnung. Fischer, Frankfurt 1960.
- Entwicklungshilfe im Altertum. Die großen Reiche und ihre Nachbarn Rowohlt, Reinbek 1962.
- Die Araber in der alten Welt. 6 Bände. de Gruyter, Berlin 1964–69.
- (con Ruth Stiehl): Geschichte Mittelasiens im Altertum. de Gruyter, Berlin 1970.

## Opere in italiano
- Deus invictus - le religioni e la fine del mondo antico Edizioni Mediterranee, Roma 2007 ISBN 978-88-272-1887-7